# John Brashear
John Alfred Brashear (Brownsville, Pensilvânia, 24 de novembro de 1840 — 8 de abril de 1920) foi um astrônomo e construtor de instrumentos científicos estadunidense.

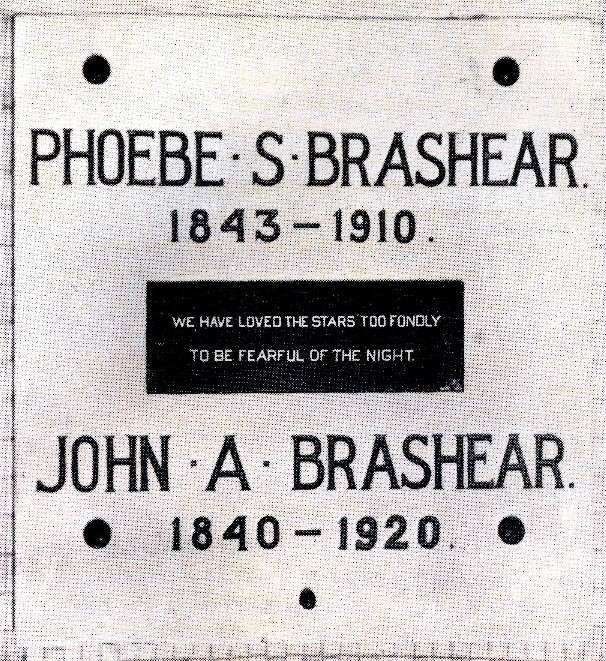
Placa na cripta do Observatório Allegheny

## Epônimos
- 5502 Brashear